# Seznam koloniálních správců Nauru

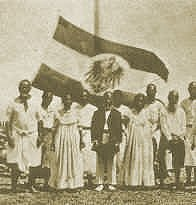
Slavnost anexe Nauru v roce 1888

Tento článek obsahuje seznam koloniálních správců tichomořského ostrova Nauru. Od 2. října 1888 do 6. listopadu 1914 byl ostrov pod kontrolou německé koloniální správy, od 6. listopadu 1914 byl pak pod kontrolou vojenských sil Austrálie, Nového Zélandu a Spojeného království (pod mandátem Společnosti národů). Během druhé světové války (konkrétně od 26. srpna 1942 do 13. září 1945 byl pod kontrolou Japonského císařství). Od 13. září 1945 byl opět pod společným mandátem Organizace spojených národů, a to až do 31. ledna 1968, kdy získalo Nauru nezávislost.

## Seznam koloniálních správců
| Pořadí                                                                                     | Koloniální správa                                                                      | Pozice                     | Datum                                | Jméno                                 |
| ------------------------------------------------------------------------------------------ | -------------------------------------------------------------------------------------- | -------------------------- | ------------------------------------ | ------------------------------------- |
| 1.                                                                                         | Německá Nová Guinea                                                                    | říšský komisař             | 2. říjen 1888 – 3. říjen 1888        | Franz Leopold Sonnenschein            |
| 2.                                                                                         | Německá Nová Guinea                                                                    | okresní úředník            | 3. říjen 1888 – 14. květen 1889      | Robert Rasch                          |
| 3.                                                                                         | Německá Nová Guinea                                                                    | okresní úředník            | 14. květen 1889 – 1892               | Christian Hermann Johannsen           |
| 4.                                                                                         | Německá Nová Guinea                                                                    | okresní úředník            | 1892–1897                            | Friedrich Jung                        |
| 5.                                                                                         | Německá Nová Guinea                                                                    | okresní úředník            | 1898–1905                            | Ludwig Kaiser                         |
| 6.                                                                                         | Německá Nová Guinea                                                                    | náčelník ostrova           | 1. duben 1906 – 1908                 | Konrad Geppert                        |
| 7.                                                                                         | Německá Nová Guinea                                                                    | náčelník ostrova           | 1908–1911                            | Joseph Siegwanz                       |
| 8.                                                                                         | Německá Nová Guinea                                                                    | náčelník ostrova           | 1911–1912                            | Karl Warnecke                         |
| 9.                                                                                         | Německá Nová Guinea                                                                    | náčelník ostrova           | 1912 – 9. září 1914                  | Wilhelm Wostrack                      |
| 10.                                                                                        | Spojené království                                                                     | velitel vyloďovací skupiny | 9. září 1914                         | Myles Aldington Blomfield             |
| 11.                                                                                        | Německá Nová Guinea                                                                    | náčelník ostrova           | 9. září 1914 – 6. listopad 1914      | Wilhelm Wostrack                      |
| 12.                                                                                        | Austrálie Nový Zéland Spojené království (společný mandát)                             | velitel AN&MEF             | 6. listopad 1914                     | William Holmes                        |
| 13.                                                                                        | Austrálie Nový Zéland Spojené království (společný mandát)                             | velitel posádky            | 6. listopad 1914 – 25. prosinec 1914 | Edward Creer Norrie                   |
| 14.                                                                                        | Austrálie Nový Zéland Spojené království (společný mandát)                             | administrátoři ostrova     | 25. prosinec 1914 – prosinec 1917    | Charles Rufus Marshall Workman        |
| 15.                                                                                        | Austrálie Nový Zéland Spojené království (společný mandát)                             | administrátoři ostrova     | prosinec 1917 – 9. červen 1921       | Geoffrey Whistler Bingham Smith-Rewse |
| 16.                                                                                        | Austrálie Nový Zéland Spojené království (společný mandát)                             | administrátoři ostrova     | 10. červen 1921 – 27. červen 1927    | Thomas Griffiths                      |
| 17.                                                                                        | Austrálie Nový Zéland Spojené království (společný mandát)                             | administrátoři ostrova     | 27. červen 1927 – 31. prosinec 1932  | William Augustin Newman               |
| 18.                                                                                        | Austrálie Nový Zéland Spojené království (společný mandát)                             | administrátoři ostrova     | 1. leden 1933 – 17. leden 1933       | ???                                   |
| 19.                                                                                        | Austrálie Nový Zéland Spojené království (společný mandát)                             | administrátoři ostrova     | 17. leden 1933 – 31. srpen 1938      | Rupert Clare Garsia                   |
| 20.                                                                                        | Austrálie Nový Zéland Spojené království (společný mandát)                             | administrátoři ostrova     | 1. září 1938 – 22. říjen 1938        | ???                                   |
| 21.                                                                                        | Austrálie Nový Zéland Spojené království (společný mandát)                             | administrátoři ostrova     | 22. říjen 1938 – 26. srpen 1942      | Frederick Royden Chalmers             |
| 22.                                                                                        | Japonsko                                                                               | vojenský velitel ostrova   | 26. srpen 1942 – 7. březen 1943      | Hiromi Nakajama                       |
| 23.                                                                                        | Japonsko                                                                               | vojenský velitel ostrova   | 7. březen 1943 – 13. červenec 1943   | Takenao Takenouči                     |
| 24.                                                                                        | Japonsko                                                                               | vojenský velitel ostrova   | 13. červenec 1943 – 13. září 1945    | Hisajuki Soeda                        |
| 25.                                                                                        | Austrálie                                                                              | vojenský administrátor     | 13. září 1945 – 31. říjen 1945       | Joseph Lawrence Andrew Kelly          |
| 26.                                                                                        | Austrálie Nový Zéland Spojené království Organizace spojených národů (společný mandát) | administrátoři ostrova     | 1. listopad 1945 – 30. srpen 1949    | Mark Ridgway                          |
| 27.                                                                                        | Austrálie Nový Zéland Spojené království Organizace spojených národů (společný mandát) | administrátoři ostrova     | 31. srpen 1949 – 20. prosinec 1949   | Harold Reeve                          |
| 28.                                                                                        | Austrálie Nový Zéland Spojené království Organizace spojených národů (společný mandát) | administrátoři ostrova     | 20. prosinec 1949 – 31. říjen 1952   | Robert Stanley Richards               |
| 29.                                                                                        | Austrálie Nový Zéland Spojené království Organizace spojených národů (společný mandát) | administrátoři ostrova     | 1. listopad 1952 – prosinec 1953     | John Keith Lawrence                   |
| 30.                                                                                        | Austrálie Nový Zéland Spojené království Organizace spojených národů (společný mandát) | administrátoři ostrova     | prosinec 1953 – červen 1954          | Keith Alan Read                       |
| 31.                                                                                        | Austrálie Nový Zéland Spojené království Organizace spojených národů (společný mandát) | administrátoři ostrova     | 1. červenec 1954 – 21. červen 1958   | Reginald Sylvester Leydin             |
| 32.                                                                                        | Austrálie Nový Zéland Spojené království Organizace spojených národů (společný mandát) | administrátoři ostrova     | 21. červen 1958 – 30. duben 1962     | John Preston White                    |
| 33.                                                                                        | Austrálie Nový Zéland Spojené království Organizace spojených národů (společný mandát) | administrátoři ostrova     | 1. květen 1962 – 31. květen 1962     | Frederick William McConaghy           |
| 34.                                                                                        | Austrálie Nový Zéland Spojené království Organizace spojených národů (společný mandát) | administrátoři ostrova     | 1. červen 1962 – únor 1966           | Reginald Sylvester Leydin             |
| 35.                                                                                        | Austrálie Nový Zéland Spojené království Organizace spojených národů (společný mandát) | administrátoři ostrova     | únor 1966 – 2. květen 1966           | ???                                   |
| 36.                                                                                        | Austrálie Nový Zéland Spojené království Organizace spojených národů (společný mandát) | administrátoři ostrova     | 3. květen 1966 – 31. leden 1968      | Leslie Dudley King                    |
| Nauru získalo 31. ledna 1968 nezávislost; na tento seznam navazuje seznam prezidentů Nauru |                                                                                        |                            |                                      |                                       |